# Sebiș (rijeka)
Sebiș je rijeka u Rumunjskoj, u županiji Arad, desna pritoka rijeke Crișul Alb. Ulijeva se u Crișul Alb u blizini grada Sebișa. Nastaje na sutoku vodotoka Moneasa i Dezna. Njezina duljina, uključujući Deznu, iznosi 30 km, a površina porječja 211 km2.

## Pritoke
Pritoke rijeke Sebiș su:
- Lijeve: Dezna, Vâlceaua, Laz
- Desne: Moneasa, Negrișoara, Minezel